# Eve (japanischer Sänger)
Eve (auch stilisiert als E ve, * 23. Mai 1995) ist ein japanischer Singer-Songwriter und Vocaloid-Produzent. Er begann seine Karriere in der Musikindustrie, indem er Covers für Nico Nico Douga machte.
Im Jahr 2019 unterschrieb er schließlich bei Toy’s Factory und löste sich damit von Harapeco Records. Er war auch zu Gast bei „School of Lock!“ von Tokyo FM.
Seine Musik wurde in den Animes Dororo (Dark Night / 闇夜), Jujutsu Kaisen (kaikaikitan / 廻廻奇譚), Josee, the Tiger and the Fish (Ao No Waltz / 蒼のワルツ) und My Hero Academia (Bokurano / ぼくらの) verwendet.

## Karriere
Er begann seine Karriere im Oktober 2009 beim japanischen Video-Sharing-Dienst Niconico. Er hat einen Manga, Kara no Kioku, illustriert von Newo.
Eve sah die Musik bis 2016 nicht wirklich als großen Weg für sich selbst an. Sein erster richtiger Versuch, ein Album aufzunehmen, hieß „Bunka“. Für seine Musik lässt er sich am liebsten von der Popkultur beeinflussen, zum Beispiel von Filmen.

## Diskografie

### Studioalben
| Jahr | Titel Musiklabel                      | Höchstplatzierung, Gesamtwochen, AuszeichnungChartsChartplatzierungen (Jahr, Titel, Musiklabel, Platzierungen, Wochen, Auszeichnungen, Anmerkungen) | Anmerkungen                             |
| Jahr | Titel Musiklabel                      | JP | Anmerkungen                             |
| ---- | ------------------------------------- | --- | --------------------------------------- |
| 2015 | Round Robin Selbstveröffentlichung    | — | Erstveröffentlichung: 16. August 2015   |
| 2016 | Official Number Harapeco Records      | JP35 (2 Wo.)JP | Erstveröffentlichung: 19. Oktober 2016  |
| 2017 | Bunka (文化) Culture Harapeco Records | JP14 (82 Wo.)JP | Erstveröffentlichung: 13. Dezember 2017 |
| 2019 | Otogi (おとぎ) Fairy Toy’s Factory    | JP6 (38 Wo.)JP | Erstveröffentlichung: 6. Februar 2019   |
| 2020 | Smile Toy’s Factory                   | JP2 (30 Wo.)JP | Erstveröffentlichung: 12. Februar 2020  |
| 2022 | Kaizin (廻人) People Toy’s Factory    | JP4 (14 Wo.)JP | Erstveröffentlichung: 16. März 2022     |

### EPs
| Jahr | Titel Musiklabel                                                 | Höchstplatzierung, Gesamtwochen, AuszeichnungChartsChartplatzierungen (Jahr, Titel, Musiklabel, Platzierungen, Wochen, Auszeichnungen, Anmerkungen) | Anmerkungen                             |
| Jahr | Titel Musiklabel                                                 | JP | Anmerkungen                             |
| ---- | ---------------------------------------------------------------- | --- | --------------------------------------- |
| 2014 | Wonder Word Selbstveröffentlichung                               | — | Erstveröffentlichung: 17. August 2014   |
| 2020 | Kaikai Kitan / Ao no Waltz (廻廻奇譚 / 蒼のワルツ) Toy’s Factory | JP3 (43 Wo.)JP | Erstveröffentlichung: 23. Dezember 2020 |
| 2023 | Bokura no (ぼくらの) Toy’s Factory                               | — | Erstveröffentlichung: 21. März 2023     |

### Kollaboalben
| Jahr | Titel Musiklabel                            | Höchstplatzierung, Gesamtwochen, AuszeichnungChartsChartplatzierungen (Jahr, Titel, Musiklabel, Platzierungen, Wochen, Auszeichnungen, Anmerkungen) | Anmerkungen                                         |
| Jahr | Titel Musiklabel                            | JP | Anmerkungen                                         |
| ---- | ------------------------------------------- | --- | --------------------------------------------------- |
| 2014 | Oyasumi (Good Night) Selbstveröffentlichung | — | Erstveröffentlichung: 30. Dezember 2014 Eve & Yurin |
| 2018 | Ao (蒼) Harapeco Records                    | JP7 (17 Wo.)JP | Erstveröffentlichung: 28. Februar 2018 Eve × Sou    |

### Singles
| Jahr | Titel Album                                                            | Höchstplatzierung, Gesamtwochen, AuszeichnungChartsChartplatzierungen (Jahr, Titel, Album, Platzierungen, Wochen, Auszeichnungen, Anmerkungen) | Anmerkungen                                                                                               |
| Jahr | Titel Album                                                            | JP | Anmerkungen                                                                                               |
| ---- | ---------------------------------------------------------------------- | --- | --- |
| 2017 | Nonsense Bungaku (ナンセンス文学) Nonsense Literature Bunka            | — | Erstveröffentlichung: 2017                                                                                |
| 2017 | Anoko Secret (あの娘シークレット) The Secret About That Girl Bunka     | — | Erstveröffentlichung: 2017                                                                                |
| 2018 | We’re Still Underground (僕らまだアンダーグラウンド) Otogi             | — | Erstveröffentlichung: 2018                                                                                |
| 2019 | Yamiyo (闇夜) Dark Night Smile                                         | — | Erstveröffentlichung: 2019 2. ED für den 2019 erscheinenden Anime Dororo                                  |
| 2019 | Raison d’être (レーゾンデートル) Reason for Being Smile                | — | Erstveröffentlichung: 2019                                                                                |
| 2019 | Shirogane (白銀) Silver Smile                                          | — | Erstveröffentlichung: 2019                                                                                |
| 2020 | Kokoro Yohō (心予報) Heart Forecast Smile                              | — | Erstveröffentlichung: 2020                                                                                |
| 2020 | Kaikai Kitan (廻廻奇譚) Circumference Kitan Kaikai Kitan / Ao no Waltz | JP— Platin (Streaming)JP | Erstveröffentlichung: 2020 1. OP für den Anime Jujutsu Kaisen Season 1                                    |
| 2020 | Promise (約束) Kaikai Kitan / Ao no Waltz                              | — | Erstveröffentlichung: 2020                                                                                |
| 2020 | Shinkai (心海) Kaikai Kitan / Ao no Waltz                              | — | Erstveröffentlichung: 2020 Werbesong für den 2020 erscheinenden Anime-Film Josee, der Tiger und der Fisch |
| 2020 | Ao no Waltz (蒼のワルツ) Kaikai Kitan / Ao no Waltz                    | — | Erstveröffentlichung: 2020 ED für den 2020 erscheinenden Anime-Film Josee, der Tiger und der Fisch        |
| 2021 | Heikousen (平行線) Parallel Lines –                                    | — | Erstveröffentlichung: 2021                                                                                |
| 2021 | Yoru wa Honoka (夜は仄か) Faint at Night –                             | — | Erstveröffentlichung: 2021                                                                                |
| 2021 | It’s Gonna Be Might (かもしれない) –                                   | — | Erstveröffentlichung: 2021 Basierend auf *NSYNC: It’s Gonna Be Me                                         |
| 2022 | White Snow (白雪) –                                                    | — | Erstveröffentlichung: 2022                                                                                |
| 2022 | Fight Song (ファイトソング) –                                          | — | Erstveröffentlichung: 2022 ED für den 2022 erscheinenden Anime Chainsaw Man                               |
| 2023 | Bokurano (ぼくらの) Our -                                              | — | Erstveröffentlichung: 2023 2. OP für den Anime My Hero Academia Season 6                                  |

## Musikvideos
| Jahr | Titel                                | Regisseur(e)                | Produktionsfirma           |
| ---- | ------------------------------------ | --------------------------- | -------------------------- |
| 2016 | Demon Dance Tokyo                    | Mah Hirano                  |                            |
| 2016 | Sister                               | Avogado6                    |                            |
| 2017 | Literary Nonsense                    | Mah Hirano                  |                            |
| 2017 | The Secret About That Girl           | Sayuri Okamoto              | TriF Studio                |
| 2017 | Dramaturgy                           | Mah Hirano                  |                            |
| 2017 | As You Like It                       | Waboku                      |                            |
| 2018 | Instant Heaven                       | Norainu                     |                            |
| 2018 | Outsider                             | Mah Hirano                  |                            |
| 2018 | Tokyo Ghetto                         | Waboku                      |                            |
| 2018 | Ambivalent                           | Sayuri Okamoto              |                            |
| 2018 | Last Dance                           | Mah Hirano                  |                            |
| 2019 | We’re Still Underground              | Nobutaka Yoda               | Wit Studio                 |
| 2019 | This World to You                    | Nobutaka Yoda               | Wit Studio                 |
| 2019 | Dark night                           | Mah Hirano, Waboku          | Twin Engine Digital Studio |
| 2019 | Baumkuchen End                       | Waboku                      |                            |
| 2019 | Raison d’être                        | Ryū Nakayama                | Enishiya                   |
| 2020 | Heart Forecast                       | Nobutaka Yoda               | Enishiya                   |
| 2020 | LEO                                  | Mah Hirano                  |                            |
| 2020 | Snow                                 | Ryōsuke Sawa                | Pancake                    |
| 2020 | How to Devour Life                   | Mariyasu                    |                            |
| 2020 | Promise                              | Ken Yamamoto                | CloverWorks                |
| 2020 | Kaikai Kitan                         | Yūichirō Saeki              | MAPPA                      |
| 2020 | Shinkai                              | Mariyasu                    | Bones                      |
| 2020 | Aono Waltz                           | Nobutaka Yoda               | Bones                      |
| 2021 | Heikousen                            | Nobutaka Yoda               | 10GAUGE, Studio DURIAN     |
| 2021 | Kaikai Kitan (Live Film ver)         | Yoshiharu Ota, Satoshi Tani |                            |
| 2021 | Night is Faint                       | zemyata                     |                            |
| 2021 | Living Idly and Dying as If Dreaming | niL                         |                            |
| 2021 | Ultramarine Hymn                     | くっか                      |                            |
| 2021 | Aisai                                | Glens sou                   |                            |
| 2022 | Don’t replay the boredom.            | Waboku                      |                            |
| 2022 | YOKU                                 | Yoneyama Mai                | Wit Studio                 |
| 2022 | Bubble                               | Araki Tetsuro               | Wit Studio                 |

## Auszeichnungen und Nominierungen
| Jahr | Verleihungszeremonie      | Kategorie                | Werk(e)/Nominee(n)        | Ergebnis  | Anmerkungen |
| ---- | ------------------------- | ------------------------ | ------------------------- | --------- | ----------- |
| 2020 | Space Shower Music Awards | Best Breakthrough Artist | Eve                       | Nominiert | [ 9 ]       |
| 2020 | Space Shower Music Awards | Best Animation Video     | „We're Still Underground“ | Gewonnen  | [ 9 ]       |
| 2020 | Crunchyroll Anime Awards  | Best Opening             | „Kaikai Kitan“            | Nominiert | [ 10 ]      |
| 2021 | MTV Europe Music Awards   | Best Japanese Act        | Eve                       | Nominiert | [ 11 ]      |